# Luis Gil y Ranz
Luis Gil y Ranz (1787-1867) fue un pintor y dibujante español, discípulo de Francisco de Goya.

## Biografía

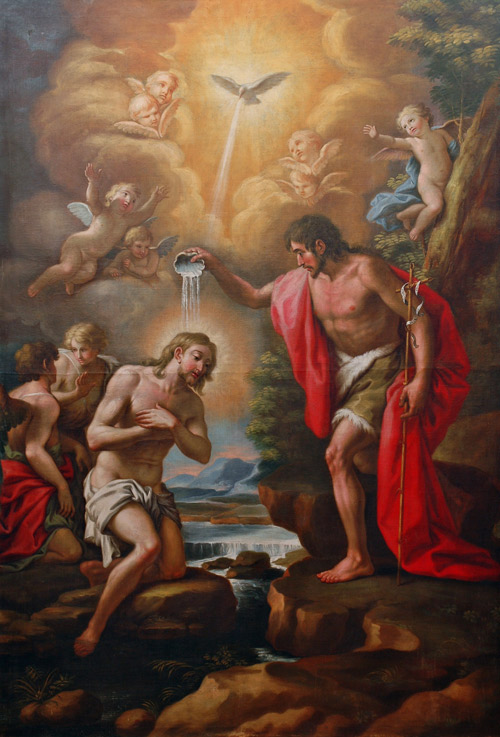
Luis Gil y Ranz: Bautismo de Cristo (1808). Óleo sobre lienzo, 205 x 142 cm, La Seca, Iglesia de Nuestra Señora de la Asunción.

Era hijo de modestos labradores, vecinos de la villa guadalajareña de Renales, en la que nació el día 12 de octubre de 1787. Fue bautizado dos días después. Las disposiciones que manifestó desde muy pequeño para la pintura y caligrafía, a pesar de los escasos medios de instrucción con que podía contar en el pueblo de su naturaleza, llamaron la atención de su tío Elías Ranz, dueño de una librería establecida largos años en la calle de la Cruz en Madrid, quien le llevó a la capital y le puso bajo la dirección de Francisco de Goya, pintor de cámara, al que acompañó en el viaje que hizo para pintar los episodios de la Guerra de la Independencia, y muy especialmente los del sitio de Zaragoza.
No obstante que seguía ocupándose en la pintura, llegó a poseer una notable facilidad para el dibujo a la pluma, con que hacía imitaciones de los escritos antiguos y tipográficos, lo que sabido por la Biblioteca Nacional hizo que se le mandara hacer varias hojas que faltaban en determinadas obras. Manuel Gil y Sacristana, hijo del artista, conservaba en su poder, entre otros varios trabajos, varias copias a pluma de los grabados al aguafuerte de Goya, y las portadas de un diccionario greco-latino del siglo XVII. Perdió la vista por los años de 1850 a 1854, lo que le hizo abandonar la práctica del arte. Falleció el día 23 de julio de 1867.